# Rima Hyginus

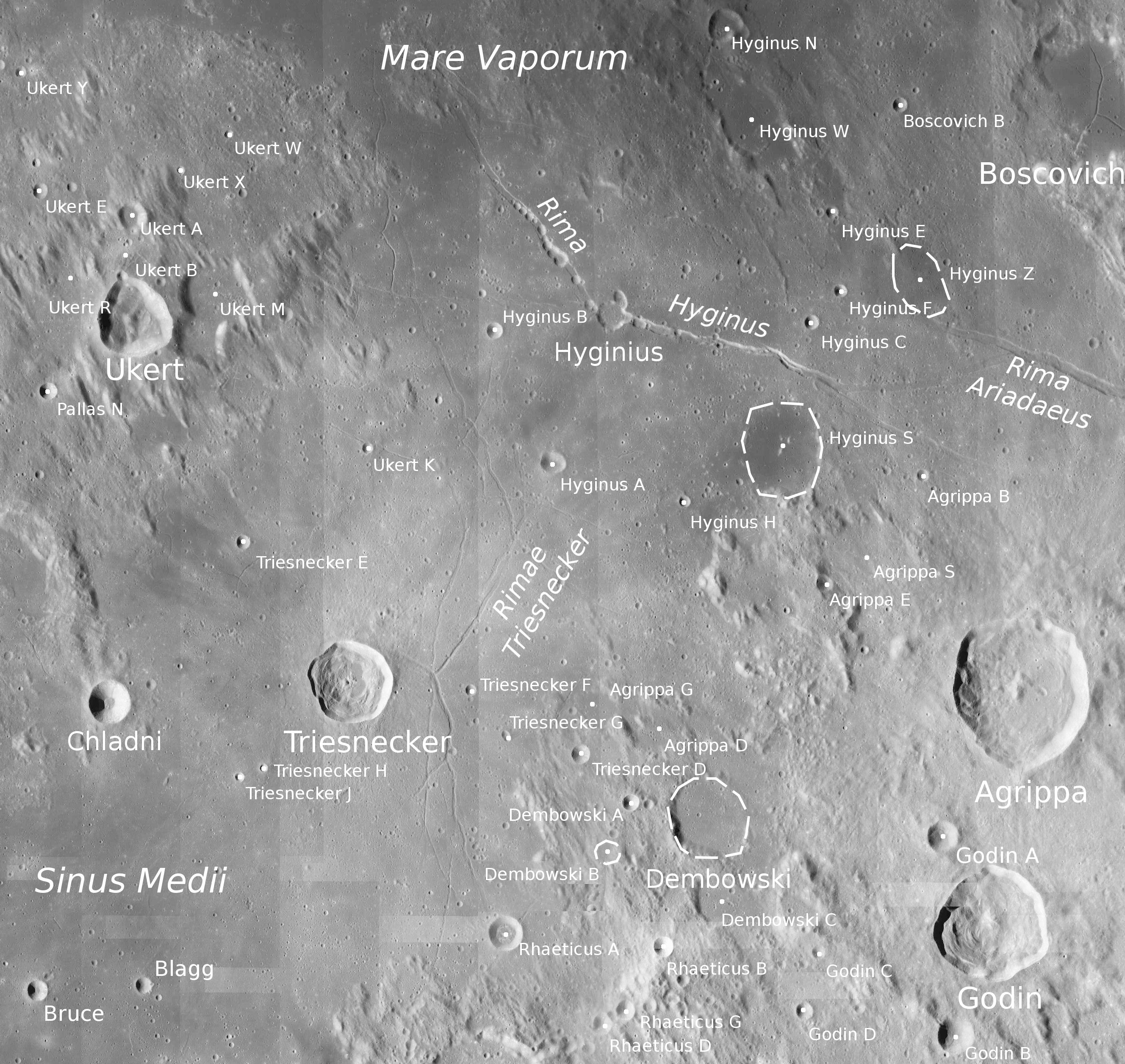
Poloha brázdy Rima Hyginus.

Rima Hyginus je měsíční brázda nacházející se na přivrácené straně Měsíce v severní části Sinus Medii (Záliv středu), která protíná kráter Hyginus, podle něhož získala své jméno. Kráter Hyginus ji rozděluje na dva nestejně dlouhé úseky. Je to jeden z nejneobvyklejších měsíčních útvarů, toto mělké údolí široké cca 2-3 km a hluboké max. několik set metrů tvořené místy řadou malých kráterů se táhne od severozápadu k jihovýchodu. Měří cca 220 km.
Jihozápadně od brázdy Rima Hyginus se nachází soustava Rimae Triesnecker, jihovýchodně leží větší kráter Agrippa, východně od okraje brázdy malý kráter Silberschlag. Tímto směrem (východním) také pokračuje brázda Rima Ariadaeus.